# SN 2011jw
SN 2011jw – supernowa typu Ia, odkryta 27 grudnia 2011 roku w galaktyce A104741+0218. W momencie odkrycia, miała maksymalną jasność 19,3m.